# Bankenabgabe
Die Bankenabgabe ist eine Abgabe für Finanzdienstleister und Kreditinstitute, durch welche die Kosten des systemischen Risikos des Kredit- und Handelsgeschäftes der Kreditwirtschaft auferlegt werden sollen.

## Allgemeines
Während der Finanzkrise 2007 mussten Staaten durch erhebliche Staatsfinanzierung aus öffentlichen Finanzen Bankenpleiten verhindern. Dies hat zu erkennbaren negativen Auswirkungen auf die Staatsquote und die Staatsverschuldung geführt. Staaten fühlten sich als Kreditgeber letzter Instanz, weil die zentrale Rolle des Bankwesens in einer Volkswirtschaft (Systemrelevanz) während einer Bankenkrise nicht zu Bankenpleiten führen darf. Die Bundesregierung kritisierte dieses Dilemma im September 2010: „Es kann den öffentlichen Haushalten nicht zugemutet werden, für die Bewältigung von Bankschieflagen wie in der Vergangenheit einzutreten.“
Um bei künftigen Bankenkrisen die Lasten gerechter zu verteilen, wurde unter anderem die Bankenabgabe eingeführt. Daneben sollen das Restrukturierungsgesetz (RStruktG), das Kreditinstitute-Reorganisationsgesetz (KredReorgG) und die Richtlinie (EU) 2019/1023 vom 20. Juni 2019 über präventive Restrukturierungsrahmen, über Entschuldung und über Tätigkeitsverbote sowie über Maßnahmen zur Steigerung der Effizienz von Restrukturierungs-, Insolvenz- und Entschuldungsverfahren und zur Änderung der Richtlinie (EU) 2017/1132 (Richtlinie über Restrukturierung und Insolvenz) künftige Bankenkrisen verhindern.

## Rechtsfragen
Begründet wird die Abgabe zum einen mit dem Verursacherprinzip (die Finanzdienstleister sind als Akteure am Finanzmarkt Auslöser des systemischen Risikos), zum anderen mit der Belastung der (Haupt-)Nutznießer. Auch ein Kreditinstitut wie die Deutsche Bank, die selbst keiner Unterstützung bedarf, profitiert davon, dass sie keine Kosten aus der Insolvenz anderer Marktteilnehmer tragen muss. Das erste Argument entspricht dem Prinzip der Gefährdungshaftung.
Seit Januar 2015 besteht aufgrund der in Deutschland im SAG umgesetzten Abwicklungsrichtlinie die EU-weite Verpflichtung zur Einrichtung von bei den Abwicklungsbehörden gehaltenen so genannten Abwicklungsfonds mit entsprechender Abgabenverpflichtung; diese Funktion übernimmt in Deutschland weiterhin der Restrukturierungsfonds.
Seit Inkrafttreten der SRM-Verordnung ist die von der Bundesanstalt für Finanzmarktstabilisierung erhobene Bankenabgabe an den europäischen, im Januar 2016 errichteten sogenannten einheitlichen Abwicklungsfonds (SRF) zu übertragen; dieser Beitrag wird auch europäische Bankenabgabe genannt. Beitragspflichtig sind alle CRR-Kreditinstitute und gruppenangehörigen CRR-Wertpapierfirmen unter EZB-Aufsicht, wobei der Beitrag weiterhin von der FMSA erhoben, dann aber auf die Deutschland zugeordnete nationale Kammer des vom SRB verwalteten SRF gemäß § 11a RStruktFG übertragen wird. 2016 wurden Beiträge i.H.v. 1,76 Milliarden Euro erhoben. Details zur Beitragsbemessung werden vom SRB geregelt.
Die Bankenabgabe funktioniert wirtschaftlich wie eine Versicherungsprämie. Intakte Kreditinstitute zahlen aus ihren Gewinnen zwei Hauptkomponenten, und zwar einerseits eine Beitragskomponente, die auf dem Geschäftsvolumen bestimmter Verbindlichkeiten beruht, und andererseits eine Beitragskomponente, die das Derivate-Volumen berücksichtigt. Der nach Bankengröße gestaffelte, von den „gedeckten Einlagen“ (also durch § 2 Abs. 3 EinSiG geschützte Bankeinlagen) abhängige und von der Ertragslage unabhängige Beitrag und der Derivate-Beitrag werden jährlich an den „Einheitlichen Abwicklungsfonds“ (englisch Single Resolution Fund) gezahlt.
Die Restrukturierungsfonds-Verordnung (RStruktFV) gibt Auskunft über die Errichtung des Fonds als Sondervermögen des Bundes (§ 1 RStruktFV), über beitragspflichtige Institute (§ 2 RStruktFV) oder die Berechnung der Jahresbeiträge (§ 12 RStruktFV). Für den Fall einer Bankenkrise erhalten betroffene Institute eine Stützung aus dem von der BaFin gemäß § 1 RStruktFG verwalteten „Restrukturierungsfonds für Institute“. Die Beitragspflicht für CRR-Kreditinstitute, CRR-Wertpapierfirmen und Bankfilialen innerhalb der EU-Mitgliedstaaten ergibt sich aus § 2 RStruktFG. Der Fonds dient der Stabilisierung des Finanzmarkts (§ 3 RStruktFG), er kann Garantien für zur Besicherung von Verbindlichkeiten in Abwicklung befindlicher Institute nach § 6 RStruktFG gewähren.

## Ermittlung
Der jährliche Grundbeitrag errechnet sich wie folgt:
```
  Summe der 
Verbindlichkeiten

  - 
Eigenmittel

  - 
gedeckte Einlagen

  = relevante Verbindlichkeiten für die vereinfachte Berechnungsmethode
  - abzugsfähige Verbindlichkeiten bzgl. 
Clearing
-Tätigkeiten
  - abzugsfähige Verbindlichkeiten bzgl. der Tätigkeiten eines 
Zentralverwahrers

  - abzugsfähige Verbindlichkeiten aus 
Förderdarlehen

  - abzugsfähige Verbindlichkeiten bzgl. 
institutsbezogener Sicherungssysteme

  - 50 % der gruppeninternen Verbindlichkeiten
  - Verbindlichkeiten aus 
Derivatekonten

  + Derivatepositionen
[
7
]

  = jährlicher Grundbeitrag
```

Der jährliche Grundbeitrag ist aufgrund § 3 RStrFV zu entrichten.

## Ziel
Bis zum Ende einer Aufbauphase von acht Jahren ab dem 1. Januar 2016 erreichen die verfügbaren Mittel des Fonds am 1. Januar 2024 mindestens 1 % der „gedeckten Einlagen“ aller in den EU-Mitgliedstaaten zugelassenen Kreditinstitute (Art. 69 Abs. 1 der Verordnung (EU) Nr. 806/2014 vom 15. Juli 2014 zur Festlegung einheitlicher Vorschriften und eines einheitlichen Verfahrens für die Abwicklung von Kreditinstituten und bestimmten Wertpapierfirmen im Rahmen eines einheitlichen Abwicklungsmechanismus und eines einheitlichen Abwicklungsfonds sowie zur Änderung der Verordnung (EU) Nr. 1093/2010).

## Wirtschaftliche Aspekte
Die primäre und gewünschte Auswirkung ist ein zusätzliches Steueraufkommen im erhebenden Staat, das je nach Konzept zweckgebunden in Stabilitäts-/Rettungsfonds eingespeist wird oder dem Staat zur freien Verfügung steht.
Ähnlich wie bei Unternehmenssteuern reduziert eine Bankenabgabe den Gewinn und kann teilweise über höhere Gebühren und ungünstigere Zinsen (höhere Kreditzinsen und/oder niedrigere Habenzinsen) an die Kunden weitergegeben werden. Der Umfang der Überwälzung an die Kunden hängt von der Wettbewerbsintensität des jeweiligen Marktes ab. Eine Reduzierung des Gewinns mindert andererseits die Risikotragfähigkeit des Unternehmens und steigert damit das systemische Risiko. Insbesondere die in der Finanzkrise geretteten Banken stehen vor dem Problem, dass ihre Sanierung durch die Bankenabgabe erschwert werden könnte. Eine Überwälzung auf die Bankkunden in Form höherer Bankgebühren und Kreditzinsen reduziert die Massenkaufkraft und wirkt als Zinserhöhung dämpfend auf die Konjunktur.

## International
Österreich
In Österreich trat mit dem 1. Januar 2011 das Stabilitätsabgabegesetz (StabAbgG) in Kraft, welches Kreditinstitute zu einer Bankenabgabe (umgangssprachlich auch als „Bankensteuer“ bezeichnet) verpflichtet. Als Basis zur Berechnung der Steuerschuld dient die unkonsolidierte Bilanzsumme und die Volumina spekulativer Derivatgeschäfte im Handelsbuch der Banken. Institute mit einer Bilanzsumme unter 1 Milliarde Euro werden nicht besteuert. Zwischen 1 Milliarde und 20 Milliarden beträgt die Abgabe 0,09 %, über 20 Milliarden 0,11 %. Spekulative Derivate werden unabhängig von der Bilanzsumme mit 0,013 % besteuert. Die damalige Bundesregierung erwartete sich aufgrund dieser Abgabe jährliche Einnahmen von 500 Millionen Euro. Kritisiert wurde unter anderem, dass die Steuer abhängig von der Größe der Bank ist, sowie eine eventuelle Schlechterstellung der österreichischen Banken im internationalen Wettbewerb.
Neben der Stabilitätsabgabe wird auch eine „Sonderabgabe“ eingehoben. Nach der Einführung 2011 betrug die Höhe der eingenommenen Steuern 500 Millionen Euro jährlich und stieg auf 640 Millionen Euro im Jahr 2016. Ab 2017 wurde die Steuer gesenkt und betrug nun nur mehr 100 Millionen Euro jährlich.
Europäische Union
Seit 2016 müssen CRR-Kreditinstitute unter EZB-Aufsicht eine europäische Bankenabgabe zum einheitlichen Abwicklungsfonds (Single Resolution Fund, SRF) entrichten, der durch das Single Resolution Board (SRB) verwaltet wird. Die europäische Bankenabgabe ist Teil der Regelungen zur Europäischen Bankenunion.
USA
Im Januar 2010 schlug US-Präsident Barack Obama eine Finanzkrisenverantwortungsabgabe (englisch Financial Crisis Responsibility Fee) vor. Diese Abgabe sollte lediglich von Banken und Versicherungen mit einer Bilanzsumme von mehr als 50 Milliarden US-Dollar bezahlt werden. Bemessungsgrundlage sollen die Aktiva des Finanzunternehmens abzüglich des Eigenkapitals sowie der Mittel für die Einlagensicherung der Banken oder versicherungstechnische Rückstellungen sein. Der Steuersatz von 0,15 Prozent soll zehn Jahre gelten und jährlich Steuereinnahmen in Höhe von etwa neun Milliarden Dollar generieren. Ende Juni 2010 zogen die Demokraten den Gesetzesentwurf zur Einführung dieser Steuer zurück, nachdem sich abzeichnete, dass er keine Mehrheit im Parlament erhalten würde.